# Yurikamome
Yurikamome (jap. 新交通ゆりかもめ Shinkōtsū Yurikamome), ang. New Transit Yurikamome; formalna nazwa linii: Tokyo Waterfront New Transit Waterfront Line (jap. 東京臨海新交通臨海線 Tōkyō Rinkai Shinkōtsū Rinkai-sen) – mała automatyczna kolej ogumiona w Tokio, obsługiwana przez Yurikamome Inc. Przebiegając przez Most Tęczowy i sztuczną wyspę Odaiba, łączy stacje Shimbashi i Toyosu. Linia uzupełnia linię metra Rinkai.

## Historia

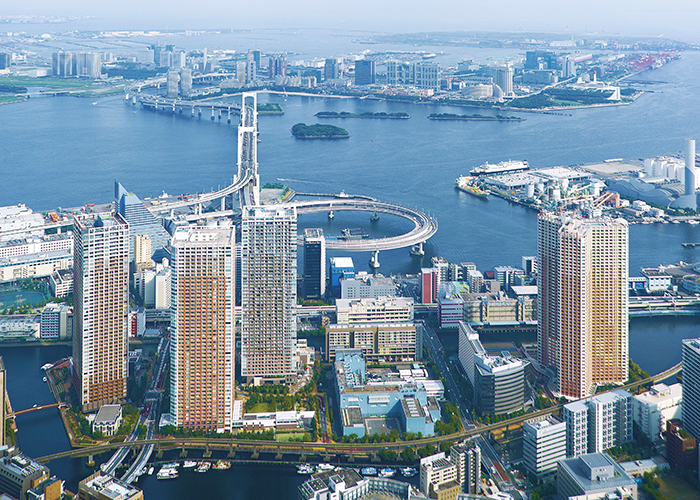
Most Tęczowy i charakterystyczna pętla 270 stopni

Linia została zaproponowana w grudniu 1982 roku w ramach 1. fazy długoterminowych projektów infrastrukturalnych dla Tokio. W sierpniu 1985 roku zawiązał się komitet na rzecz nowej linii pasażerskiej. Spółka celowa do budowy powstała 25 kwietnia 1988 roku, a w listopadzie uzyskała licencję na przewozy tramwajowe i kolejowe. Budowa rozpoczęła się w marcu 1989 roku, a otwarcie linii nastąpiło 1 listopada 1995 roku. Składała się wówczas z 11 stacji (U01-U12, bez U02 Shiodome), w tym stacji tymczasowej Shimbashi. Była pierwszym w Tokio w pełni automatycznym systemem transportu pasażerskiego. Otwarciu linii towarzyszyło sceptyczne nastawienie odnośnie do opłacalności przedsięwzięcia, którego koszt wyniósł 40 miliardów jenów. Uważano, że zapotrzebowanie będzie mniejsze od progu opłacalności (ustalonego na 80 000 pasażerów dziennie). Pierwsze miesiące kursowania przyniosły wyniki niewiele gorsze (27 000) od prognozowanych (29 000).
Jednak rok później władze Tokio uruchomiły program rewitalizacji dzielnicy Odaiba, poprzez zmianę jej charakteru z mieszkalno-biurowej na rozrywkową – Rainbow Town. Do tej pory Tokio, mimo położenia nad zatoką, nie posiadało dzielnicy o takim charakterze położonej bezpośrednio nad wodą. Zdecydowaną większość nadbrzeża zajmowały bowiem instalacje portowe, magazyny itp. Otworzenie na wyspie wielu restauracji, centrów handlowych i powierzchni wystawienniczych, spowodowało, że w ciągu roku wykorzystanie Yurikamome wzrosło do 60 000 pasażerów dziennie.
W 1998 roku zmieniono nazwę spółki na krótszą Yurikamome Co. Ltd.
Atrakcją stała się sama kolejka, której charakterystyczny element konstrukcyjny – pętla 270 stopni, stanowiąca część Rainbow Bridge – zapewnia panoramiczny widok na Tokio i Odaibę. Pętla stanowi również część logo Yurikamome i jest odzwierciedlona w schematach ilustrujących przebieg linii.
22 marca 2001 roku otwarto stację Shimbashi jako stację docelową, a rok później, 2 listopada 2002, otworzono stację U02 Shiodome. Przedłużenie linii o kolejne 4 stacje, od Ariake do Toyosu, nastąpiło oficjalnie 27 marca 2006 roku. Wtedy też wprowadzono wspólne oznaczenia stacji, na wzór metra. W sierpniu 2007 roku firma operująca kolejką stała się wyłączną własnością Tokyo Rinkai Holdings Co. Ltd.
Nazwa linii podchodzi od japońskiej nazwy mewy śmieszki – popularnego ptaka w Zatoce Tokijskiej i oficjalnego ptaka prefektury Tokio. Na 10-lecie linii ilustrator Takehiro Fukuda stworzył postać Yurimo – czarnogłowej mewy będącej symbolem linii.
Od otwarcia rozkład jazdy kolejki zmieniany był 9 razy.

## Budowa i działanie
Linia wykorzystuje technologię kolei ogumionej. Składy działają w pełni autonomicznie. Linia ma 16 stacji na długości prawie 15 km. Zajezdnia wagonów kolejki znajduje się za stacją nr 12 Ariake, nieopodal Tokyo Big Sight. Pojemność 6-wagonowych składów wynosi od 308 do 352 osób. Całość linii ma przebieg bezkolizyjny. Zarówno stacje, jak i tory, znajdują się ponad gruntem. Czas przejazdu całą linią wynosi 31 minut.
Przystanki i linia są monitorowane przez ponad 400 kamer wideo.

### Tabor
Yurikamome używa taboru typu Crystal Mover firmy Mitsubishi, serii: 7000, 7200 i 7300. Wszystkie składy są 6-wagonowe.
Wagony serii 7300 były wprowadzone w latach 2014–2016. Pierwsze jazdy próbny odbyły się latem 2013 a pierwszy skład rozpoczął normalne kursowanie 18 stycznia 2014 roku.
Na lata 2018–2020 planowane jest wprowadzenie kolejnych 8 składów serii 7300, w celu zastąpienia składów serii 7200.

#### Seria 7000

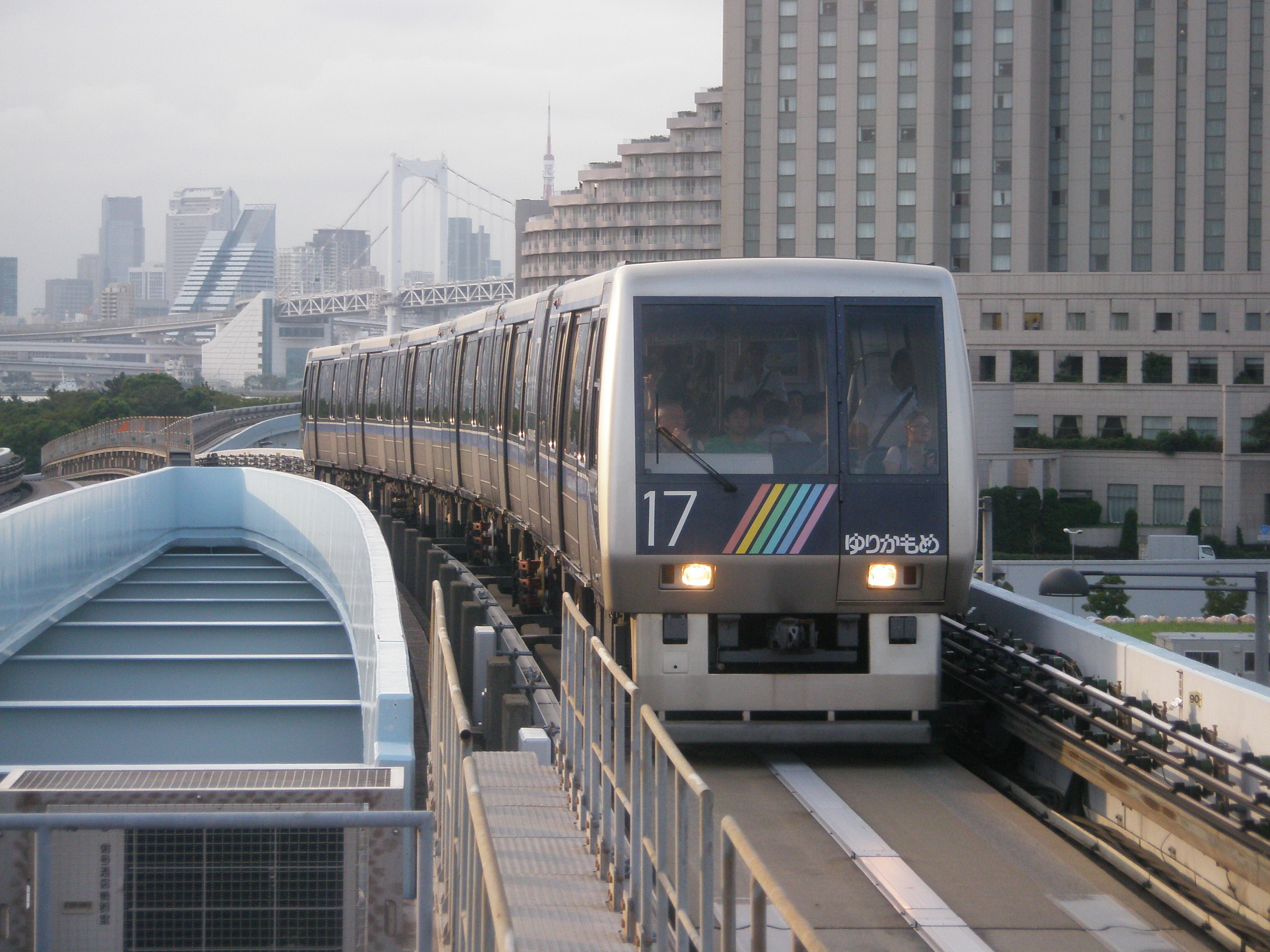
Skład nr 17 serii 7000, sierpień 2011 r.

Pierwsze 18 składów było wprowadzanych do użytku na przestrzeni 3 lat. Składy 1-13, o poj. 352 osób, pracowały od otworzenia kolejki. Składy 14-15 trafiły od użytku w czerwcu i lipcu 1997 roku. Składy 16-18, o poj. 338 osób, wprowadzono w marcu 1998 roku. Na dzień 1 kwietnia 2016 roku w służbie pozostawały 4 (o numerach 05, 16, 17, i 18) z pierwotnych 18 składów serii 7000.
| Nr wagonu        | 1    | 2    | 3    | 4    | 5    | 6    |
| ---------------- | ---- | ---- | ---- | ---- | ---- | ---- |
| Oznaczenie       | Mc1  | M2   | M3   | M4   | M5   | Mc6  |
| Sposób numeracji | 7xx1 | 7xx2 | 7xx3 | 7xx4 | 7xx5 | 7xx6 |

(„xx” – numer własny wagonu)

#### Seria 7200

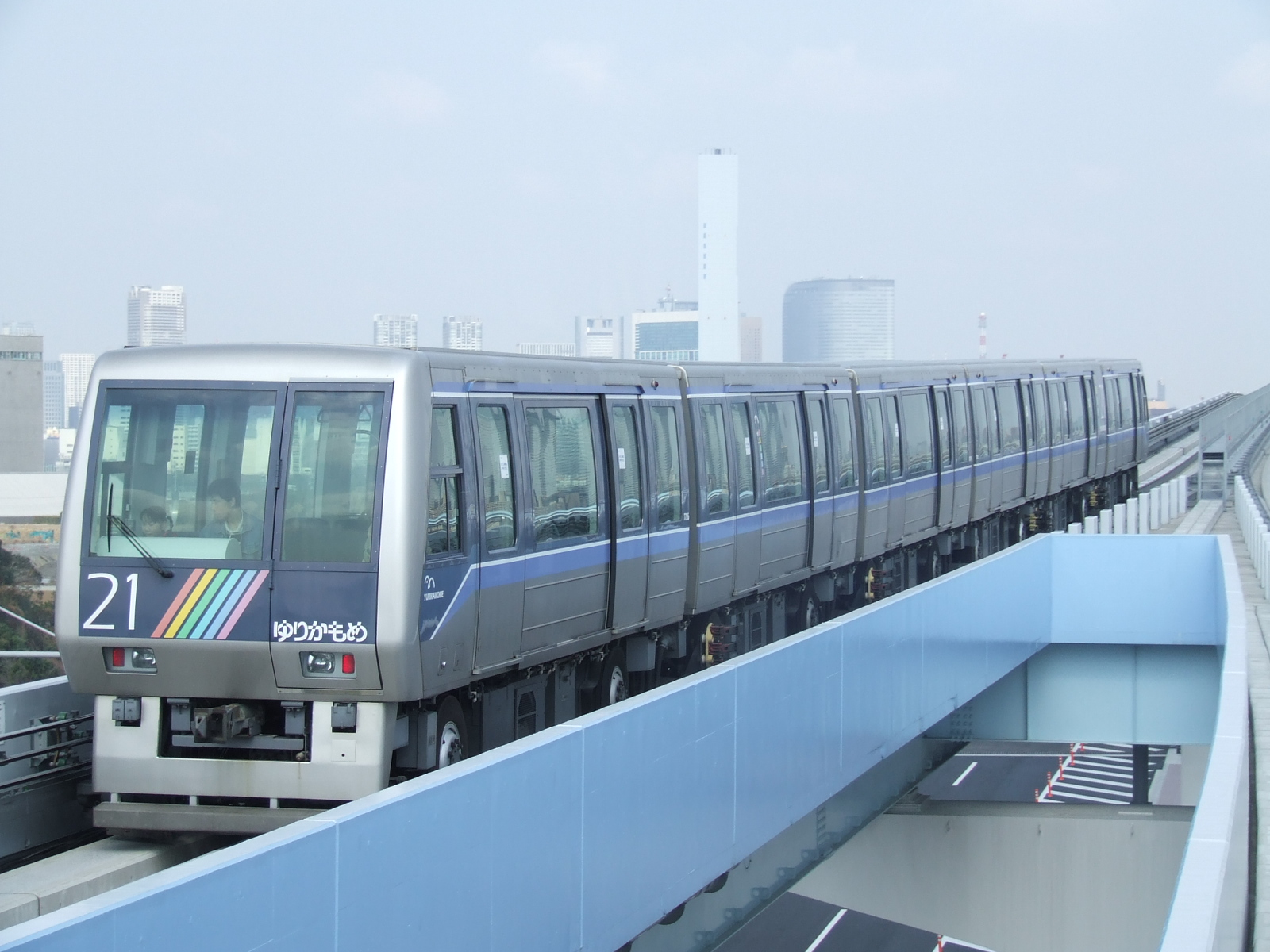
Skład nr 21 serii 7200, marzec 2006

Na dzień 1 kwietnia 2016 roku w służbie pozostawało 8 składów (nr od 21 do 28) serii 7200. Składy nr 21-23, o poj. 338 osób, rozpoczęły pracę w lutym i marcu 1999. Kolejne dwa, 24-25, w lutym 2001 roku. Ostatnie dwa, o poj. 308 osób, wprowadzono w lipcu 2005.
| Nr wagonu        | 1    | 2    | 3    | 4    | 5    | 6    |
| ---------------- | ---- | ---- | ---- | ---- | ---- | ---- |
| Oznaczenie       | Mc1  | M2   | M3   | M4   | M5   | Mc6  |
| Sposób numeracji | 72x1 | 72x2 | 72x3 | 72x4 | 72x5 | 72x6 |

(„xx” – numer własny wagonu)

#### Seria 7300

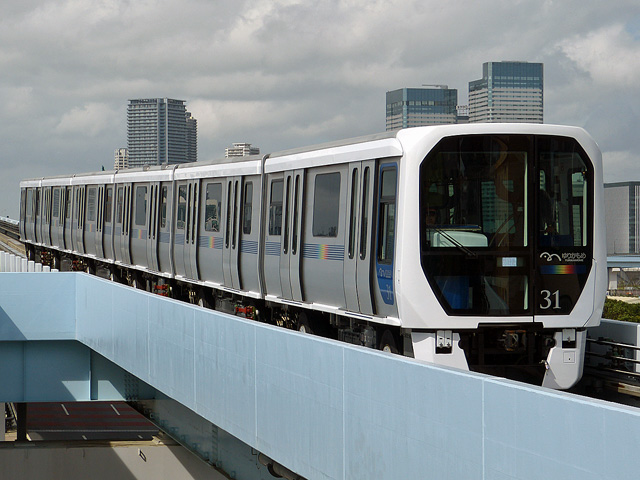
Skład nr 31 serii 7300, październik 2013

Na dzień 1 kwietnia 2016 w służbie było 16 (numery od 31 do 46) składów serii 7300.
| Nr wagonu        | 1    | 2    | 3    | 4    | 5    | 6    |
| ---------------- | ---- | ---- | ---- | ---- | ---- | ---- |
| Oznaczenie       | Mc1  | M2   | M3   | M4   | M5   | Mc6  |
| Sposób numeracji | 73x1 | 73x2 | 73x3 | 73x4 | 73x5 | 73x6 |

(„xx” – numer własny wagonu)

### Wykorzystanie
Największe wykorzystanie linii, ponad 200 tys. pasażerów dziennie, miało miejsce w roku 2000. Spadło w wyniku przedłużenia do Odaiby linii metra Rinkai. Po otwarciu 4 nowych stacji w 2006 roku ilość przewozów ponownie wzrosła. Obecnie średnie dzienne wykorzystanie wynosi ok. 124 tys. pasażerów.
| Rok  | Liczba pasażerów w roku | Śr. liczba pasażerów dziennie |
| ---- | ----------------------- | ----------------------------- |
| 1996 | 4 131 782               | 27 183                        |
| 1997 | 23 530 815              | 64 468                        |
| 1998 | 26 117 137              | 71 554                        |
| 1999 | 28 541 356              | 78 195                        |
| 2000 | 35 347 400              | 96 577                        |
| 2001 | 38 062 278              | 104 280                       |
| 2002 | 37 810 785              | 103 591                       |
| 2003 | 36 756 460              | 100 703                       |
| 2004 | 34 549 622              | 94 398                        |
| 2005 | 32 404 984              | 88 781                        |
| 2006 | 31 482 056              | 86 252                        |
| 2007 | 33 658 469              | 92 214                        |
| 2008 | 36 178 083              | 98 847                        |
| 2009 | 37 659 619              | 103 177                       |
| 2010 | 38 862 776              | 106 473                       |
| 2011 | 36 541 208              | 100 113                       |
| 2012 | 35 000 016              | 95 628                        |
| 2013 | 39 380 688              | 107 892                       |

## Stacje

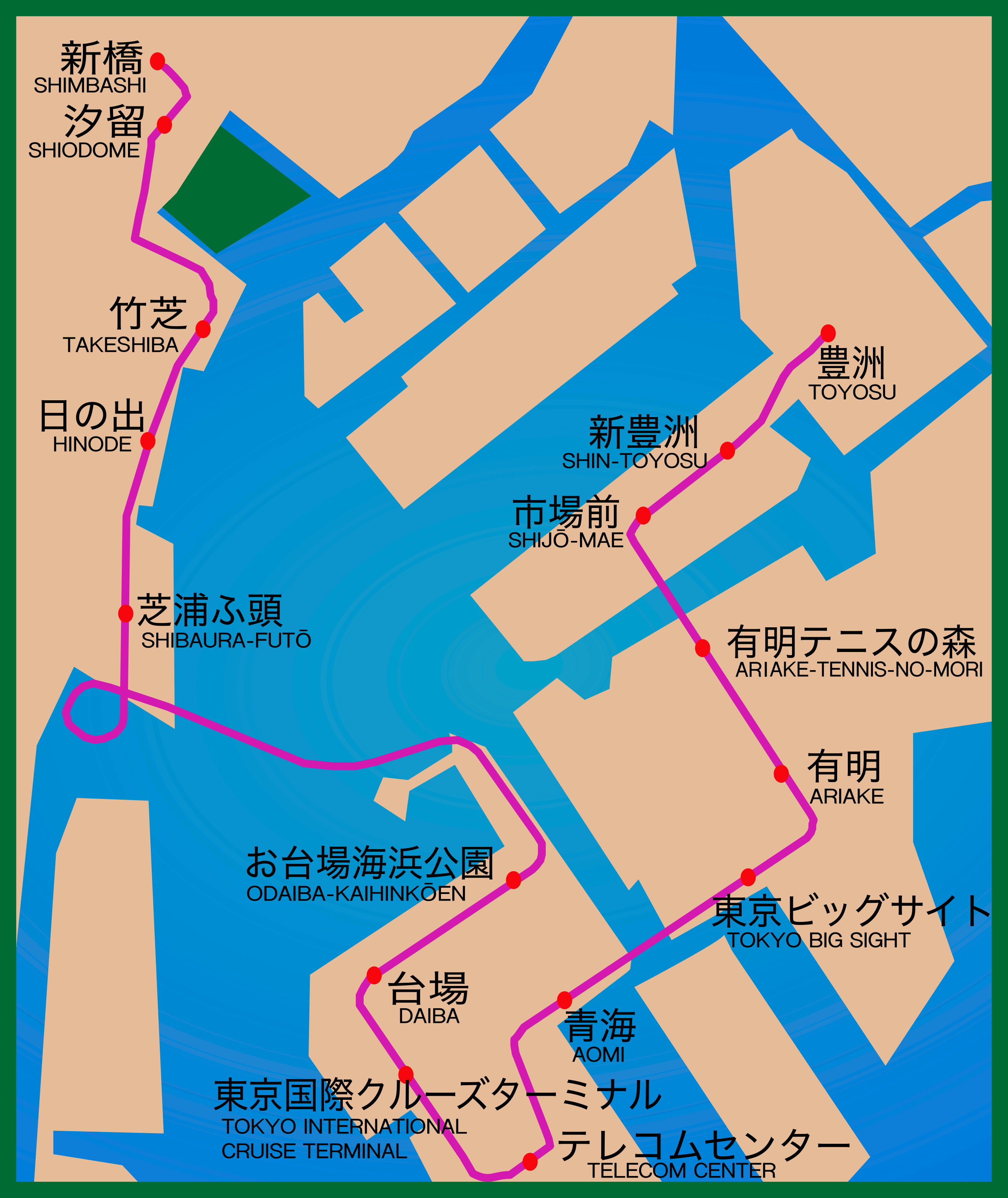
Przebieg linii Yurikamome

Od 2006 roku każda stacja emituje zapowiedzi głosem różnych aktorów. Każda stacja posiada też własny symbol graficzny.
| Stacja | Stacja                 | Lektor             | Znaczenie i główny kolor wzoru graficznego |
| ------ | ---------------------- | ------------------ | --- |
| U-01   | Shimbashi              | Masumi Asano       | wierzba – symbolizuje listopad w kalendarzu kwiatowym epoki Edo; turkus |
| U-02   | Shiodome               | Hiro Shimono       | trzcina – częsty motyw poezji japońskiej w VIII wieku; żółć (kurkuma) |
| U-03   | Takeshiba              | Chiaki Takahashi   | rybia łuska – częsty motyw na kostiumach używanych w teatrach Nō i Kabuki, również kamon rodu Hōjō; granatowy                                                                    |
| U-04   | Hinode                 | Yurika Ochiai      | rozpraszane promienie słońca – używany jako symbol wielu rodów japońskich od XV do XIX wieku; karmazynowy                                                                        |
| U-05   | Shibaura-futō          | Maria Yamamoto     | trawa z rosą – symbolizuje rodzimą, dziką trawę, częsty motyw na drzwiach fusuma i ręcznikach; jasnoniebieski                                                                    |
| U-06   | Odaiba-kaihinkōen      | Ken’ichi Suzumura  | stara sosna – częsty motyw na drzwiach fusuma i jako tło w sztukach teatru Nō; zielony                                                                                           |
| U-07   | Daiba                  | Toshiyuki Morikawa | fale morskie – popularny motyw w całej kulturze japońskiej; fioletowy |
| U-08   | Fune-no-kagakukan      | Motoki Takagi      | żaglówka – symbol szczęścia i powodzenia; kasztanowy |
| U-09   | Telecom Center         | Kaori Mizuhashi    | rój nietoperzy w locie – motyw dekoracyjny w Japonii i Chinach, z uwagi na wymowę podobną do słów niańka i szczęście; szary (mysi)                                               |
| U-10   | Aomi                   | Kōsuke Toriumi     | fale morskie – motyw kostiumów tancerzy z epoki Heian, następnie popularny na wyrobach z laki z XVII wieku; lapis lazuli                                                         |
| U-11   | Kokusai-tenjijō-seimon | Mikako Takahashi   | kwitnąca wiśnia – motyw przedstawia 5-płatkowy kwiat wiśni, popularny w erze Edo; różowy (wiśniowy)                                                                              |
| U-12   | Ariake                 | Mai Nakahara       | lwia grzywa – symbol mający odstraszać zło, zaczerpnięty z jednej ze sztuk teatru Nō; pomarańczowy                                                                               |
| U-13   | Ariake-tennis-no-mori  | Chihiro Suzuki     | wodne ptaki – wodne ptaki są kojarzone kulturowo z sake, z uwagi na powiązanie ich znaków kanji; zielony (oliwkowy)                                                              |
| U-14   | Shijō-mae              | Tatsuhisa Suzuki   | kraby w kształcie kwiatu piwonii i fale – piwonie są symbolem bogactwa, a kształt kraba – symbolizującego ochronę przez złym urokiem – ma wzmacniać to działanie; fiołkoworóżowy |
| U-15   | Shin-toyosu            | Natsuko Kuwatani   | soroban (liczydło) – przedmiot powszechnie używany przez kupców w epoce Edo; fioletowy                                                                                           |
| U-16   | Toyosu                 | Sōichirō Hoshi     | deszczowy smok – symbolizuje bóstwo sprowadzające deszcz, upowszechniony przez Tadakiyo Makino (1760–1828), daimyō i malarza z domeny (hanu) Echigo-Nagaoka; ciemnoniebieski     |